# Thiara plicaria
Thiara plicaria е вид охлюв от семейство Thiaridae. Видът не е застрашен от изчезване.

## Разпространение и местообитание
Разпространен е във Вануату, Индия (Андамански и Никобарски острови), Индонезия (Малуку и Папуа), Нова Каледония, Палау, Папуа Нова Гвинея (Бисмарк), Провинции в КНР, Соломонови острови, Соломонови острови, Тайван, Фиджи и Филипини.
Обитава пясъчните дъна на сладководни басейни, реки и потоци.